# Liste der mexikanischen Kinofilme 1935
Die Liste der mexikanischen Kinofilme des Jahres 1935 führt alle in diesem Jahr in Mexiko gedrehten Langfilme auf. Insgesamt gab es in diesem Jahr 23 mexikanische Produktionen. Die in dieser Liste aufgeführten Informationen basieren auf David E. Wilts Buch „The Mexican Filmography 1916 through 2001“, der die vollständigste Filmographie für Mexiko vorgelegt hat.

## Legende
- Titel: Nennt soweit vorhanden den offiziellen deutschen Filmtitel, andernfalls den spanischen Originaltitel.
- Regisseur: Nennt den Regisseur oder die Regisseure des Films.
- Genre: Nennt die Genrezuordnung.
- Darsteller: Nennt drei Hauptdarsteller.
- Besonderheiten: Führt Besonderheiten und Hintergründe zum Film auf.

## Filmliste
| Titel                               | Regisseur               | Genre                       | Darsteller                                                    | Besonderheiten                                                                        |
| ----------------------------------- | ----------------------- | --------------------------- | ------------------------------------------------------------- | ------------------------------------------------------------------------------------- |
| Celos                               | Arcady Boytler          | Thriller Melodrama          | Fernando Soler Vilma Vidal Arture de Córdova                  |                                                                                       |
| Los desheredados                    | Guillermo Baqueriza     | Melodrama                   | Antonio Liceaga Lucha María Bautista Joaquín Coss             |                                                                                       |
| La familia Dressel                  | Fernando de Fuentes     | Melodrama                   | Consuelo Frank Jorge Vélez Rosita Arriaga                     |                                                                                       |
| Hoy comienza la vida                | Alex Phillips           | Melodrama                   | Josefina Escobedo Ramón Armengod Elena D'Orgaz                | Es war das Regiedebüt des Kanadiers Phillips.                                         |
| Juan Pistolas                       | Robert Curwood          | Ranchera                    | Raúl de Anda Lucha Ruanova Javier de la Parra                 |                                                                                       |
| Luponini de Chicago                 | José Bohr               | Kriminalfilm                | José Bohr Anita Blanch Carlos Villatoro                       |                                                                                       |
| Madre querida                       | Juan Orol               | Melodrama                   | Luisa María Morales Alberto Martí Antonio Liceaga             |                                                                                       |
| María Elena                         | Raphael J. Sevilla      | Abenteuerfilm Melodrama     | Carmen Guerrero Franco Juan José Martínez Casado Adolfo Girón |                                                                                       |
| Martín Garatuza                     | Gabriel Soria           | Historienfilm               | Leopoldo Ortín Juan José Martínez Casado Josefina Escobedo    |                                                                                       |
| Más álla de la muerte               | Ramón Peón              | Melodrama                   | Adela Sequeyro Mario Tenorio Miguel Arenas                    |                                                                                       |
| El misterio del rostro pálido       | Juan Bustillo Oro       | Thriller                    | Beatriz Ramos Carlos Villarias René Cardona                   |                                                                                       |
| Monja, casada, virgen y mártir      | Juan Bustillo Oro       | Historienfilm               | Consuelo Frank Joaquín Busquets Antonio R. Frausto            |                                                                                       |
| Los muertos hablan                  | Gabriel Soria           | Melodrama                   | Julián Soler Amelia de Ilisa Manuel Noriega                   |                                                                                       |
| No matarás                          | Miguel Contreras Torres | Kriminalfilm                | Ramón Pereda Adriana Lamar Paul Ellis                         | Amerikanisch-mexikanische Co-Produktion, die in New York und Hollywood gedreht wurde. |
| Qué hago con la criatura?           | Ramón Peón              | Filmkomödie                 | Leopoldo Ortín Gloria Morel Ramón Armengod                    |                                                                                       |
| El Rayo de Sinola (Heraclio Bernal) | Julián S. Gonzáles      | Historienfilm Abenteuerfilm | Antonio R. Frausto Amparo Arozamena Raúl de Anda              | Gonzáles verstarb, bevor der Film veröffentlicht werden konnte.                       |
| Rosario                             | Miguel Zacarías         | Melodrama                   | Gloria Morel Pedro Armendáriz Natalia Ortiz                   |                                                                                       |
| Silencio sublimo                    | Ramón Peón              | Melodrama                   | Alfredo del Diestro Leopoldo Ortín Adria Delhort              |                                                                                       |
| Sor Juana Inés de la Cruz           | Ramón Peón              | Historienfilm               | Andrea Palma Mario Tenorio Alberto Marti                      |                                                                                       |
| Sueño de Amor                       | José Bohr               | Historienfilm               | Claudio Arrau Julieta Palavicini Consuelo Frank               |                                                                                       |
| El tesoro de Pancho Villa           | Arcady Boytler          | Abenteuerfilm               | Antonio R. Frausto Victoria Blanco Raúl de Anda               |                                                                                       |
| Todo un hombre                      | Ramón Peón              | Filmdrama                   | Raúl Talán María Luisa Zea Luis G. Barreiro                   |                                                                                       |
| Vámonos con Pancho Villa            | Fernando de Fuentes     | Filmdrama                   | Antonio R. Frausto Domingo Soler Raúl de Anda                 |                                                                                       |